# Верхолипово
Верхоли́пово (рос. Верхолипово) — село у складі Верхошижемського району Кіровської області, Росія. Входить до складу Верхошижемського міського поселення.
Населення становить 179 осіб (2010, 286 у 2002).
Національний склад станом на 2002 рік — росіяни 97 %.